# Rabbi Jisjmaëel
Rabbi Jisjmaëel of Rabbi Jisjmaëel ben Elisja (Hebreeuws: רבי ישמעאל בן אלישע, AD 90 - 135)  was een groot Joods geleerde, een Tanna (Misjnageleerde) en de grondlegger van de dertien interpretatieregels met behulp waarvan uit het geschreven woord van de Thora de door traditie overgeleverde wet kan worden afgeleid. Hij was een tijdsgenoot van Rabbi Akiva.
Rabbi Jisjmaëel leefde tijdens de Romeinse overheersing en werd na de val van Jeruzalem gevangengenomen om vervolgens door Rabbi Jehosjoea ben Chananja te worden vrijgekocht. Zijn uitspraken en meningen zijn onder meer terug te vinden in de verschillende traktaten van de Misjna.